# San Nicolás de los Garza
San Nicolás de los Garza es una localidad del estado mexicano de Nuevo León. Es cabecera del municipio de San Nicolás de los Garza.

## Demografía
| Censo | Población |
| ----- | --------- |
| 1900  | 1 691     |
| 1910  | 1 654     |
| 1921  | 1 368     |
| 1930  | 2 049     |
| 1940  | 3 038     |
| 1950  | 6 665     |
| 1960  | 15 437    |
| 1970  | 28 803    |
| 1980  | 280 696   |
| 1990  | 436 603   |
| 1995  | 487 924   |
| 2000  | 496 878   |
| 2005  | 476 761   |
| 2010  | 443 273   |
| 2020  | 412 199   |